# Jessica Nigri
Jessica Nigri (Reno, Nevada; 5 de agosto de 1989) es una cosplayer, youtuber, actriz de doblaje y corresponsal de entrevistas estadounidense.

## Primeros años

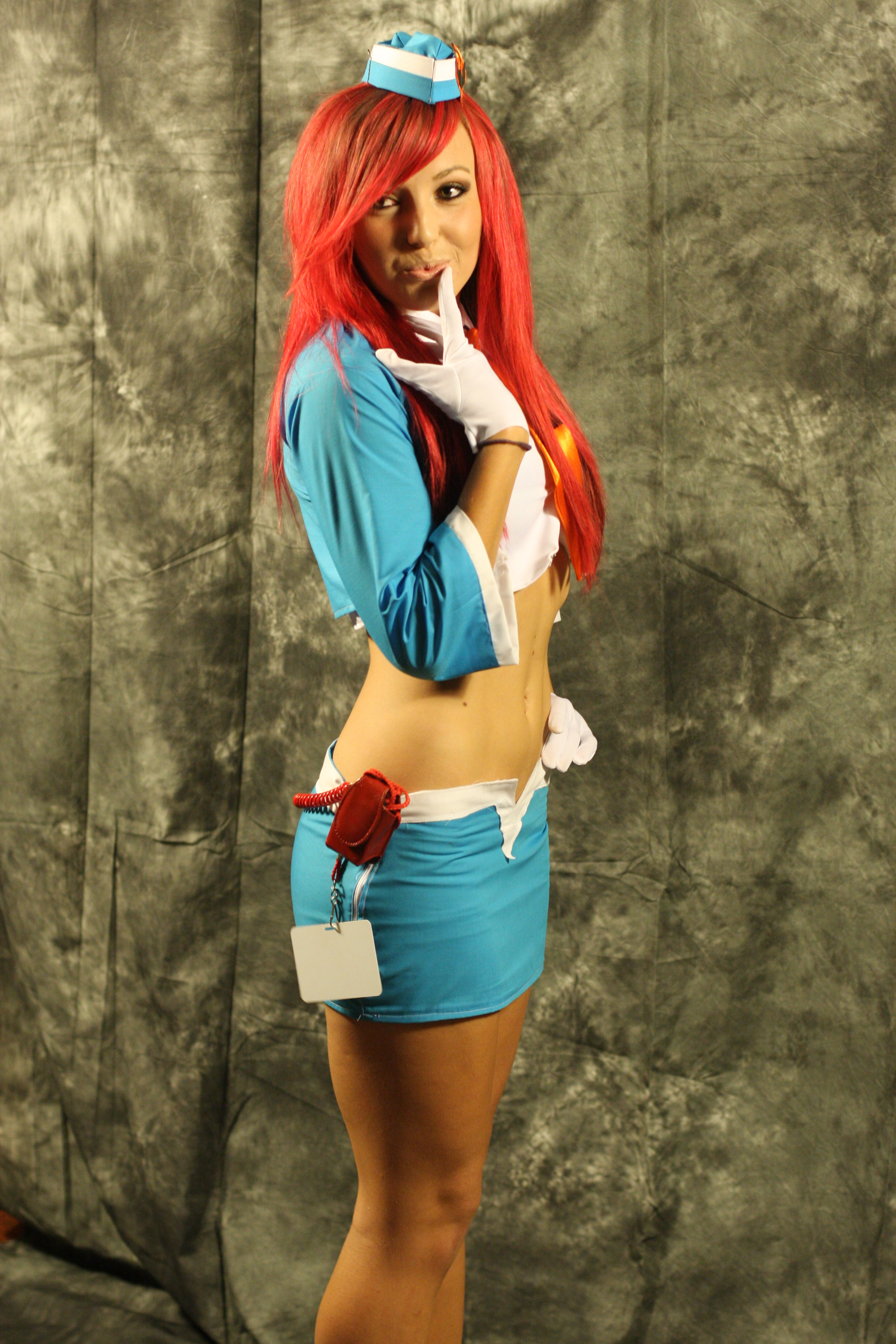
Jessica Nigri como Yoko Littner (Gurren Lagann) en la Saboten Con 2009

Jessica Nigri nació en Reno, Nevada, Estados Unidos, pero se crio en Nueva Zelanda, de donde su madre provenía. Posteriormente se mudó a Arizona. Jessica Nigri ha estado haciendo cosplay desde el 2009 donde su cosplay "Sexy Pikachu" que vistió en el San Diego Comic-Con International se volvió viral en Internet. En el 2011, ella promovió el Gears of War 3 para Microsoft en GameStop, vestida como Anya Stroud, personaje del videojuego mencionado.

## Carrera
En el 2012, Jessica ganó el concurso de IGN por el mejor cosplay de Juliet Starling, protagonista del videojuego Lollipop Chainsaw, producido por Suda51. Gracias a eso, fue contratada como modelo publicitaria por Warner Bros. Games. Cuando apareció como Juliet en la Penny Arcade Expo (PAX) Este de 2012, los funcionarios de la convención, habiendo recibido quejas acerca de que su disfraz rosado de Juliet Starling era demasiado revelador, la obligaron a cambiarse de ropa o abandonar la convención; Jessica se cambió a una vestimenta regular de Juliet, pero este fue criticado como muy revelador al igual que el otro, y la obligaron a irse. Luego, como parte del acuerdo, Kadokawa Games la llevó a Japón para exhibir su cosplay de Juliet en Akihabara además de visitar las sedes de desarrolladores de videojuegos, revistas y sitios web japoneses, incluyendo Famitsū y Dengeki. Ese mismo año, Jessica firmó para promover o representar gran cantidad de trabajos, incluyendo el videojuego Elsword de Kill3rCombo, también el cómic Grimm Fairy Tales (para Zenescope Entertainment) y Knightingail (por Crucidel Productions).
En el 2013, Jessica fue otra vez llamada por Suda51 para representar a Vivienne Squall del videojuego Killer Is Dead producido por Grasshopper Manufacture, ella aceptó. Ese mismo año, luego de realizar un genderbender de Connor Kenway de Assassin's Creed III, fue contratada por Ubisoft para realizar otro genderbender del Capitán Edward Kenway, el protagonista del videojuego Assassin's Creed IV: Black Flag en la gamescom de 2013. En la E³ 2013, ella representó a Vivienne Squall y a Edward Kenway; ella también representó a Miss Monday del videojuego Yaiba: Ninja Gaiden Z, producido por Tecmo Koei, en la PAX 2013. En el 2014, ella realizó cosplays en el PAX Este 2014, específicamente el puesto del videojuego WildStar, producido por Carbine Studios.

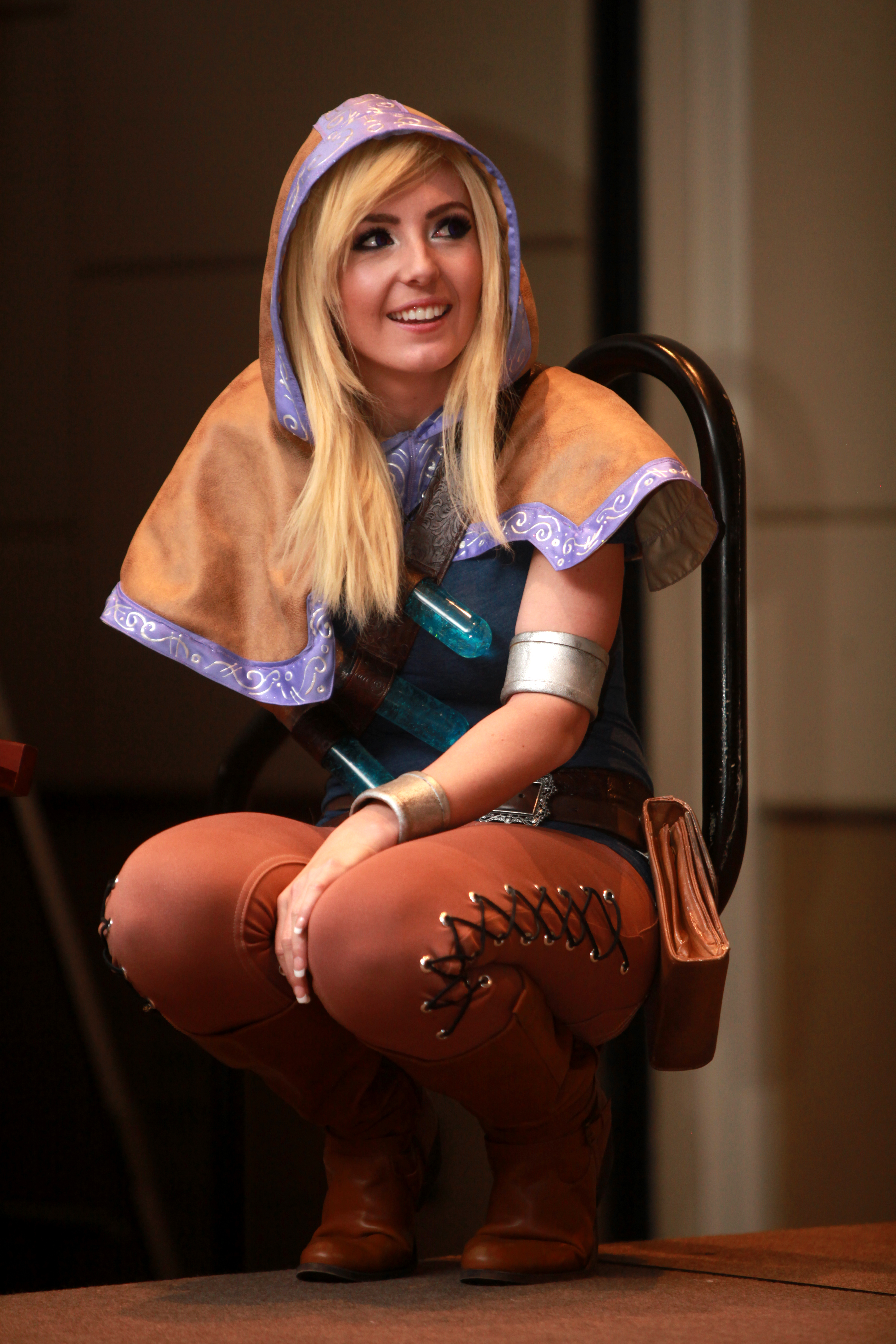
Jessica siendo coanfitriona en el concurso de cosplay en la Amazing Arizona Comic Con 2014.

Jessica Nigri fue modelo promotora en la Amazing Arizona Comic Con 2011, Anime Revolution 2012 (incluyendo su apariencia como la mascota de la convención Senkaku Mei) y 2013, AVCon 2013, Montreal ComicCon 2013, Anime South 2013, y Ottawa Pop Expo, como una invitada de honor. Ella ha aparecido en varios shows de YouTube como KassemG y The Philip DeFranco Show, y en una carta única en el videojuego de cambio de cartas Z.
Jessica Nigri ha trabajado como una entrevistadora para medios de comunicación como GameZone, RUGGED TV, y Comic Book Therapy. Ella también protagonizó varios comerciales y vídeos musicales, e hizo trabajo para caridad. Aparte de haber aparecido en PDS en el pasado, Jessica es una amiga de Philip DeFranco, incluyendo que tiene su mercancía almacenada en su tienda, ForHumanPeoples, Jessica abrió su propia tienda de pósteres llamada NIGRI PLEASE!. Conforme a la reviste oficial de PlayStation, Jessica es "no solo una cosplayer sino que también una gamer masiva"; ella dice que ha estado jugando videojuegos desde su temprana niñez, comenzando a la edad de siete años y que los mismos les fueron enseñados a ella por su padre.
Ella es miembro del grupo de cosplayers XX Girls y de la división de cosplayers del equipo de gaming profesional LT3, el cual es propiedad de Mad Catz, y ha trabajado con theCHIVE. Por algún tiempo, el interés de Jessica Nigri fue el crossplay, esto es hacer un "genderbender" (cambio de género), oséase representar una versión femenina de un personaje masculino. Luego de que se informó que ella había rechazado aceptar en el reality show controversial de 2013, Heroes of Cosplay, los productores de la cadena Syfy hicieron lo que parecía ser una feroz rivalidad y disgusto entre ella y la estrella del show Yaya Han con el fin de hacer la serie más dramática; las dos lugares aparecieron juntas para explicar que ellas son actualmente amigas en la vida real y que el show no era necesariamente una presentación adecuada de lo que realmente es la cultura del cosplay. Jessica dijo que ella planea retirarse del modelaje para seguir estudiando y conseguir una carrera en los "detrás de escenas" de la publicidad y el marketing.
Actualmente tiene un canal en Youtube donde sube vídeos de su vida diaria y extras, como la creación de sus cosplays, pero en su mayoría, vlogs.

## Filmografía
| Año  | Título                      | Rol                                 | Notas         |
| ---- | --------------------------- | ----------------------------------- | ------------- |
| 2011 | Chalkskin: T 'n A           | "Cosplayer"                         | Vídeo musical |
| 2012 | NIGRI PLEASE!!              | Sonya Blade (Mortal Kombat)         | Vídeo musical |
| 2012 | ZOM-BE-GONE                 | Juliet Starling (Lollipop Chainsaw) | Comercial     |
| 2012 | Buzzzzzz Kill               | Juliet Starling (Lollipop Chainsaw) | Comercial     |
| 2013 | KID TV                      | Vivienne Squall (Killer Is Dead)    | Comerciales   |
| 2013 | RWBY                        | Cinder Fall                         | Actriz de voz |
| 2014 | Red vs. Blue                | Pink Private                        | Actriz de voz |
| 2015 | Super Sonico: The Animation | Super Sonico                        | Actriz de voz |